# انسلاخ

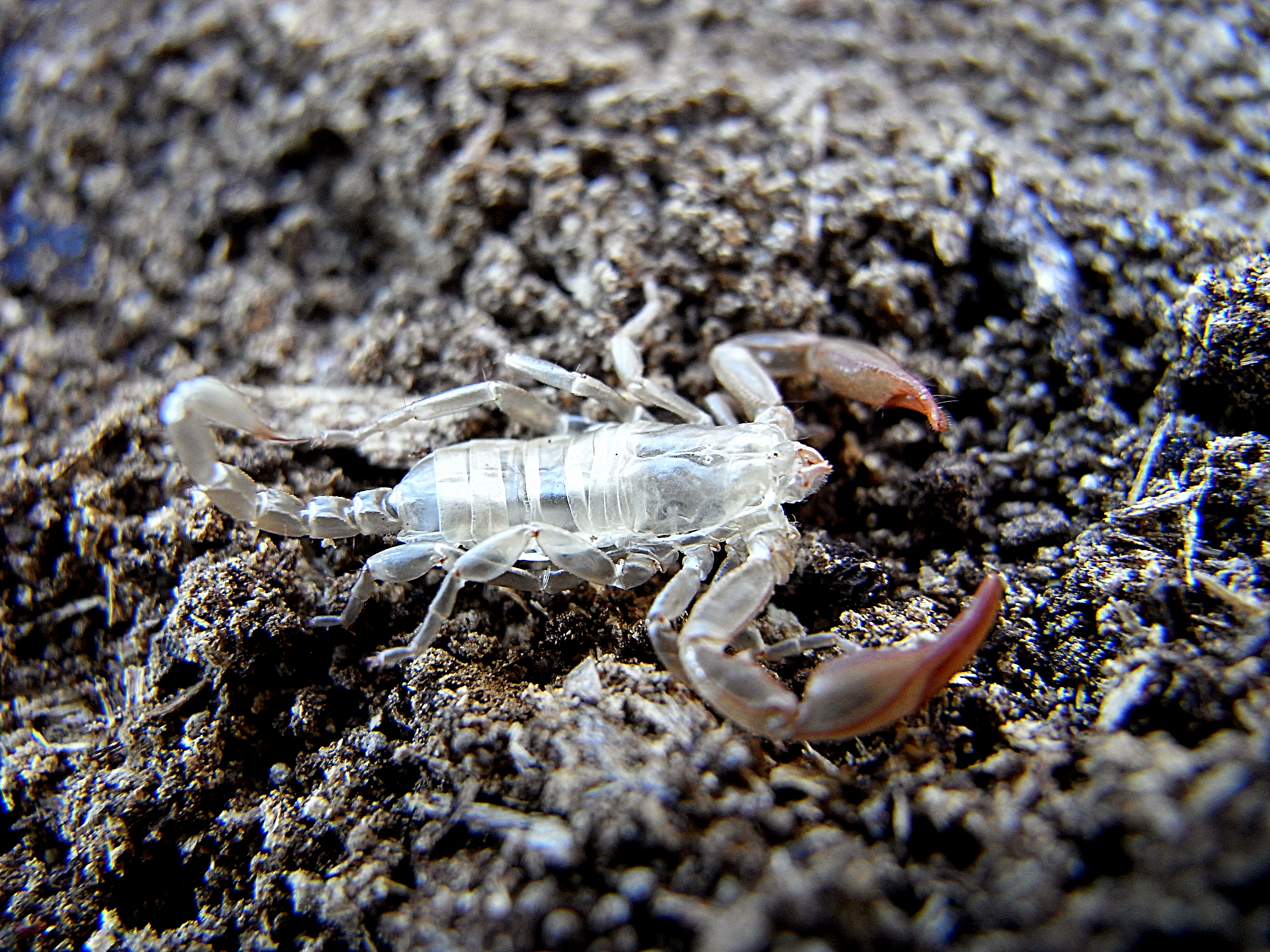
هيكل عقرب خارجي مسلوخ.

الانسلاخ في علم الأحياء هي العملية التي يَطرح فيها حيوان ما قشرته الخارجية أو جزءاً من جسده، أحياناً بصورة دورية خلال أوقات معيَّنة بالسنة، أو خلال مرحلة معينة من حياة الكائن. يمكن أن تشمل عملية الانسلاخ البشرة أو الكساء الخارجي، كالشعر والفرو والصوف، أو طبقات خارجية أخرى من جسد الكائن الحيّ. في بعض الأنواع الحية قد تُسقَط أجزاء أخرى من الجسد مع القشرة، كالأجنحة عند بعض الحشرات، والريش عند الطيور، والشعر عند الثدييات (خصوصاً في الكلاب والكلبيات الأخرى)، والجلد عند الزواحف، فضلاً عن الهيكل الخارجيّ كله عند المفصليات.

## الطيور
| Loggerhead Shrike with normal plumage                                           | Loggerhead Shrike moulting |
| يمين: دقنوش كبير الرأس ذو ريش عاديّ. يسار: دقنوش كبير الرأس يمرُّ بمرحلة الانسلاخ. |                            |

يحدث الانسلاخ أو التَّحْسِير أو الانحسار عند الطيور بتبديل دوريٍّ للريش بتساقط الريش القديم مع نموّ آخر جديد تحته. يبلى الريش تدريجياً عند الطيور البالغة، مما يستدعي استبداله كل فترة. تنسلخ الطيور البالغة عادة مرة في السنة على الأقلّ، كما تنسلخ بعضها مرتين، وفي بعض الحالات ثلاث مرات. غير أن الانسلاخ في الطيور عملية بطيئة نسبياً، إذ لا يُسقِط الطائر أبداً كل ريشه في لحظة واحدة، إنَّما يجب دائماً أن يبقيَ على قدر معيَّن منه للحفاظ على توازن جسمه الحراريّ ولكي يتحمَّل الرطوبة، تقريباً مثلما يبدّل البشر جلدهم ببطء. يختلف مقدار انسلاخ الريش من فترة إلى أخرى، فقد يستبدل الطائر في بعض دورات الانسلاخ ريش الرأس والجسد فقط، فيما يسلخ جلد الجناحين والذيل في دورة لاحقة.

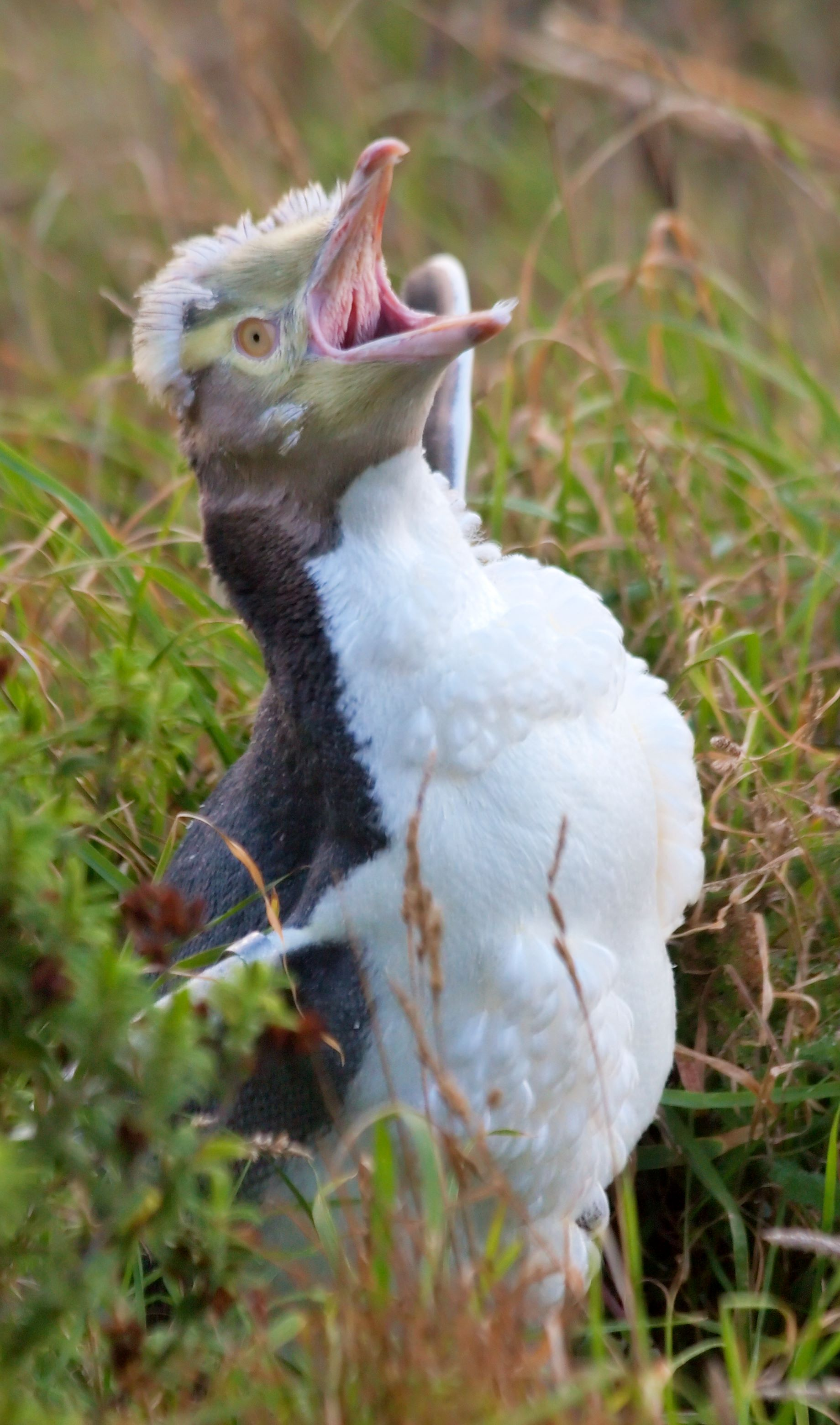
بطريق أصفر العين يمرُّ برحلة انسلاخ الريش، في أومارو بنيوزيلندا.

تحدث عملية انسلاخ الطيور كالآتي: يبدأ بعض ريش الطائر القديم بداية بالتساقط، ثم يبدأ الريش الجديد الذي كان ينمو تحت الريش القديم بأخذ مكانه، ولا يسقط الريش القديم إلا عندما يصبح الريش الجديد ريشاً كاملاً. وهي عملية دورية تحدث على عدة مراحل، وتكون عادة متناظرة، حيث يسقط نفس المقدار من الريش وبنفس السُّرعة على كلا جانبي الجسم. لكن بما أن الريش يمثل حوالي 4 إلى 12% من وزن الطائر الكليّ فإن استبداله عملية تحتاج إلى الكثير من الطَّاقة، ولهذا السبب فكثيراً ما يكون توقيت انسلاخ الطيور بعد موسم التزاوج، عندما يكون الغذاء متوافراً بكميات جيدة.

### السلخ القسري
تُسلَخ أسراب الدجاج واضع البيوض قسرياً في بعض البلدان لتنشيط قدرته على البيض باستمرار. وعادة ما يتمُّ ذلك بحرمانهم من الطعام (والشراب أيضاً في بعض الأحيان) لمدَّة أسبوع إلى أسبوعين، أو في بعض الحالات لأربعة أسابيع عند إجراء التجارب والاختبارات، وفي عدد من البلدان يعد هذا الأسلوب أسلوباً نموذجياً عند المزارعين للحصول على أكبر قدر ممكن من بيض الدجاج. يتسبَّب هذا الحرمان بانخفاض وزن الطائر بنسبة 25 إلى 35%، ممَّا يحفِّز الدجاجة على طرح ريشها، غير أنه في الآن ذاته ينشط قدرتها على إنتاج البيض. وقد يتكرَّر السلخ القسريّ عدة مرَّات متتالية على السرب نفسه. في سنة 2003 كانت 75% من أسراب الدجاج في الولايات المتحدة الأمريكية مسلوخة قسرياً.
من الطرق والوسائل الأخرى التي يمكن بها سلخ ريش الدجاج إطعامه غذاءً منخفض الدسم (مثل ثفل العنب، وبذر القطن، والبرسيم الحجازيّ)، أو التلاعب بغذائه بحيث يفقد جسده توازن مادة غذائية معيَّنة، ومن أبرز هذه المواد التي يُتلاعَب بها الصوديوم والكالسيوم واليود والزنك، مع تقليل عدد الوجبات اليومية التي يتناولها الطائر.

## الزواحف

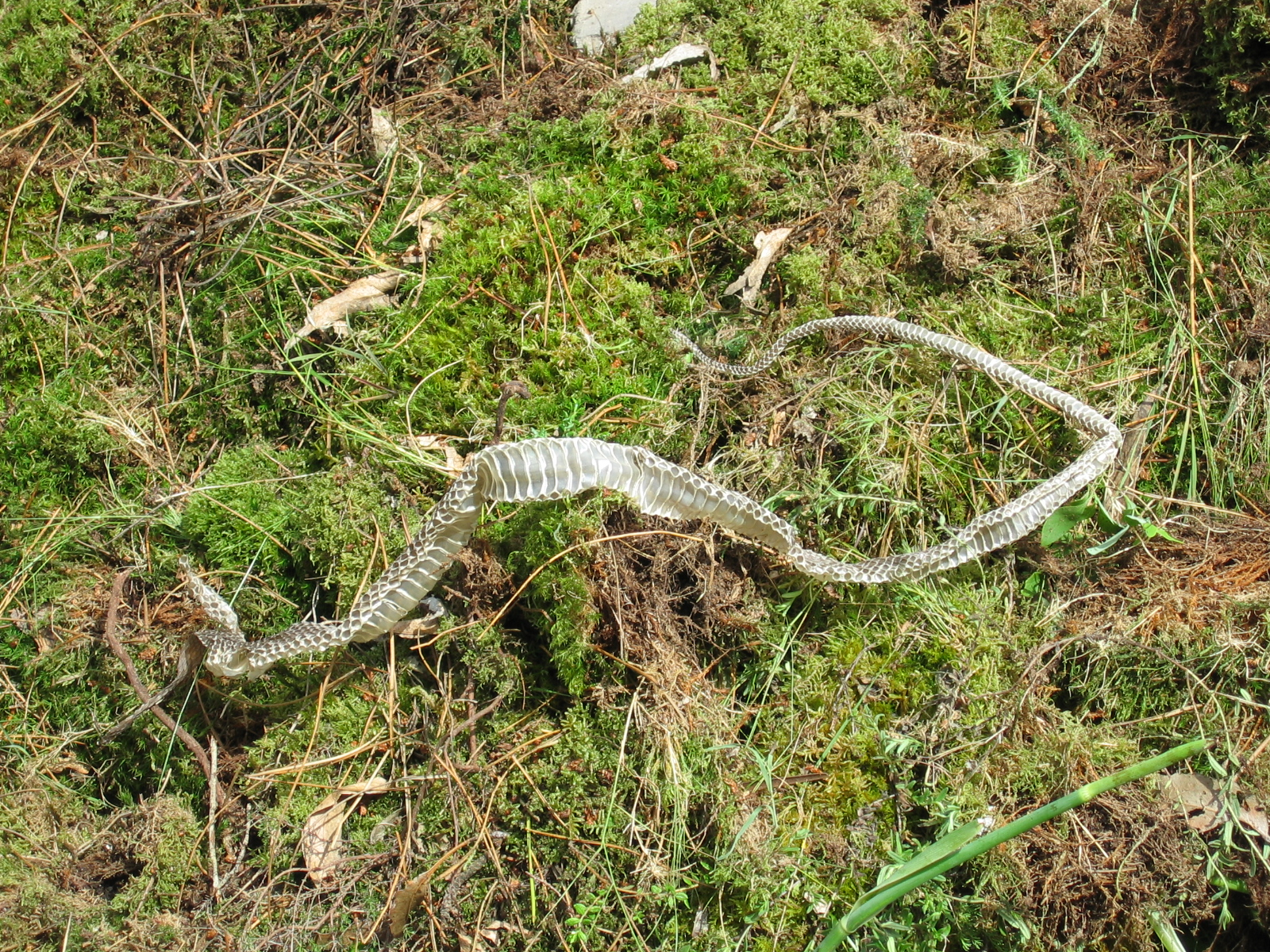
جلد مسلوخ لأفعى كوبرا.

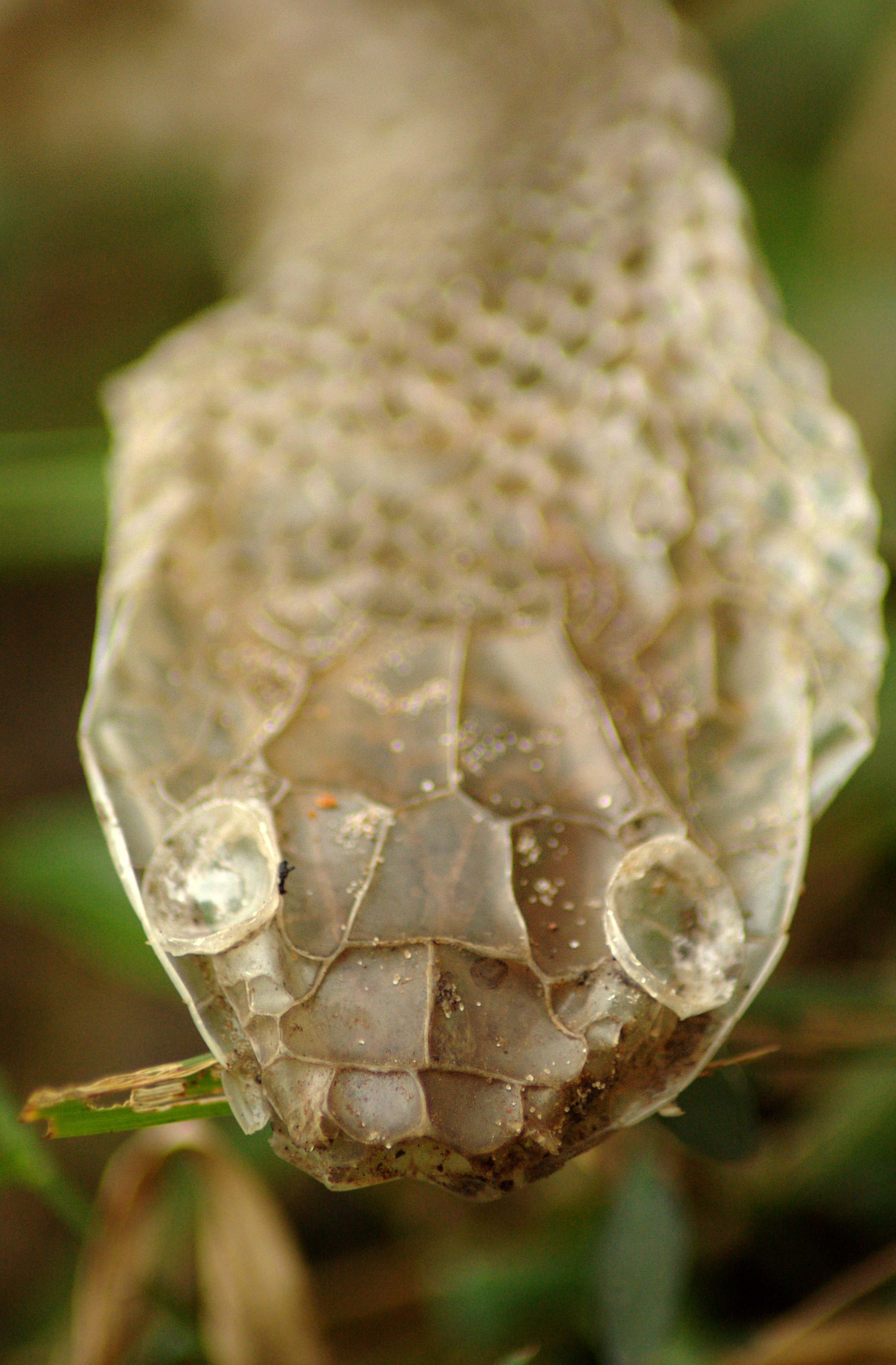
جلد أفعى جرذ مسلوخ عن قرب.

أكثر نوع معروف من الانسلاخ في الثقافة الإنسانية الشعبية هو انسلاخ الزواحف، عندما تطرح الأفاعي جلدها القديم. ينمو الجلد الجديد عند الأفاعي تحت الجلد القديم قبل أن يُطرَح، ثم وعندما يكتمل نموُّه تقوم الأفعى عادة بالتخلص من جلدها القديم عن طريق حكّ رأسها بقوة بشيء صلب - حشره بين صخرتين على الأغلب أو قطعتين من الخشب -، فينشق نتيجة لذلك، وبعدها تتابع الأفعى حك جسدها وحشره بين أشياء صلبة حتى يعلق بها الجلد القديم وتتمكن الأفعى من الإفلات والخروج منه. وباستخدام هذه الطريقة كثيراً ما يبقى الجلد القديم قطعة واحدة بعد طرحه، حتى الغشاء الذي يغطي حدقة العين (ممَّا يجعل الانسلاخ أكثر أهميَّة عند الأفاعي لتستطيع الرؤية بشكل أفضل، إذ أن قدرتها على الرؤية تتضاءل كثيراً خلال أيامها الأخيرة قبل أن تسلخ جلدها القديم). كما تسلخ السحالي أيضاً جلدها، وقطعة واحدة كما في الأفاعي.

## البرمائيات
تسلخ الضفادع والسمادر جلدها دورياً، غير أن طريقة الانسلاخ تختلف من نوع إلى آخر، فيُطرَح في بعضها تدريجياً وعند بعضها الأخرى قطعة واحدة كما هي الحال عند الزواحف.

## المفصليات

صورة متحرِّكة تظهر عملية انسلاخ حشرة زيز.

تشمل عملية الانسلاخ عند المفصليات - مثل الحشرات والعنكبيات والقشريات - طرح هكيلها الخارجيّ كله، وعادة ما يكون الغرض منها السَّماح لجسد الكائن بالاستمرار بالنموّ. من المعتاد تفسير هذا الأمر بأن الهيكل الخارجي عند المفصليات صلب ولا ينمو مع نموّ جسد الحيوان كما هي حال الجلد، غير أن هذا التفسير خاطئ لأن السلاحف - على سبيل المثال - لا تطرح حتى صدفتها الكيراتينيَّة الصُّلبة خلال حياتها، بل وإن المفصليات التي لديها جلد ناعم ومرن هي نفسها تمرُّ بمرحلة الانسلاخ لا تلك التي لديها هياكل صلبة فحسب.[بحاجة لمصدر] يكون الهيكل الخارجيّ الجديد ناعماً في بداية الأمر، غير أنه يتصلَّب تدريجياً بعد سلخ الهيكل القديم.

## الإنسان
مع أن جلد البشر لا يمرُّ بعملية انسلاخ تماماً، إلا أن جزءاً مهماً من طريقة دفاع جلد الإنسان ضد الفطريات تتمثَّل في طرح وتجديد الطبقة العلوية من البشرة باستمرار، وبهذه الطريقة يتخلَّص من الميكروبات العالقة بسطح الجلد. وتزداد وتيرة هذه العمليَّة عندما يكشف الجهاز المناعي عن وجود فطريات جلدية، مثل الشعروية الحمراء.

## معرض صور

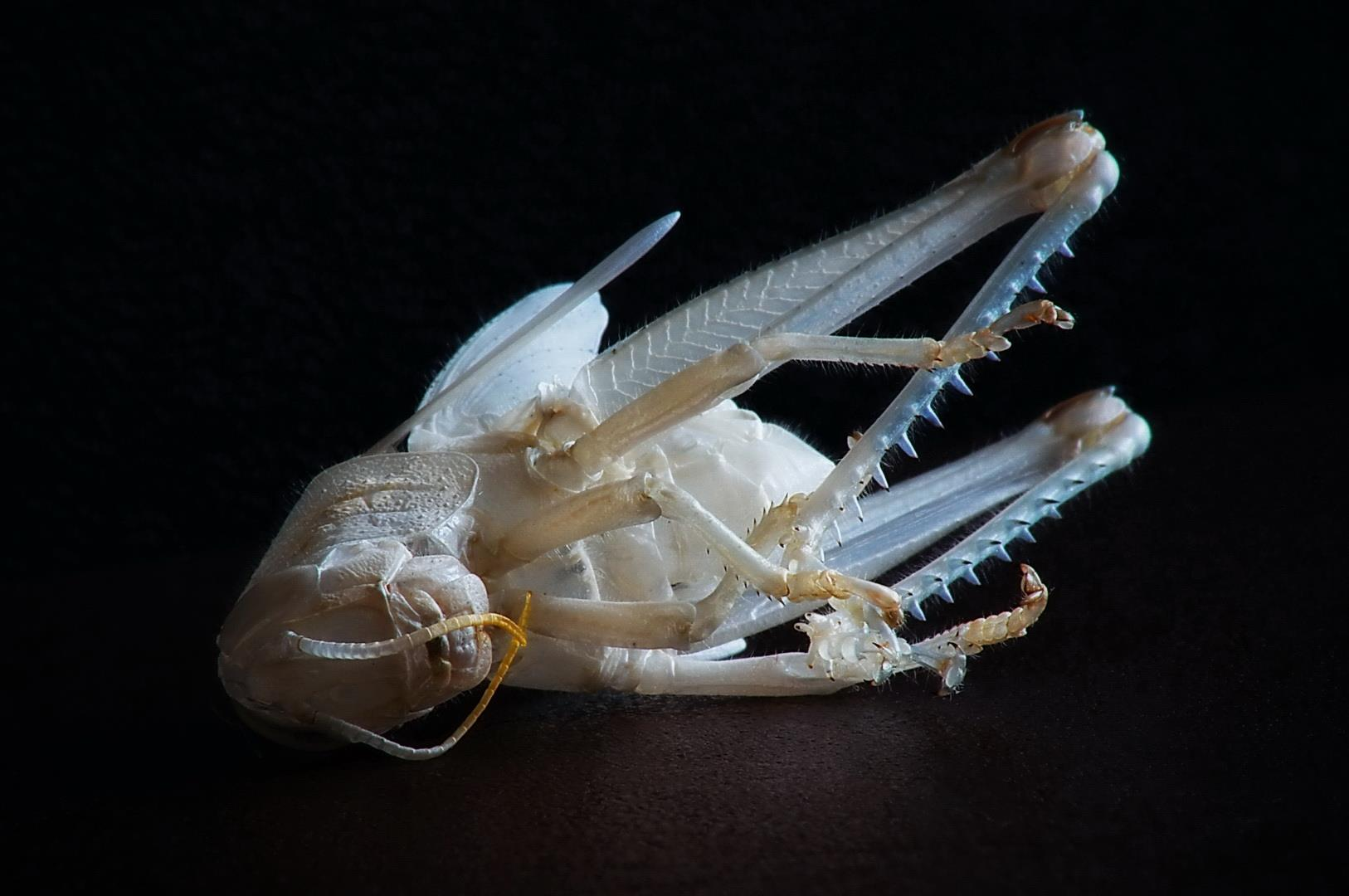
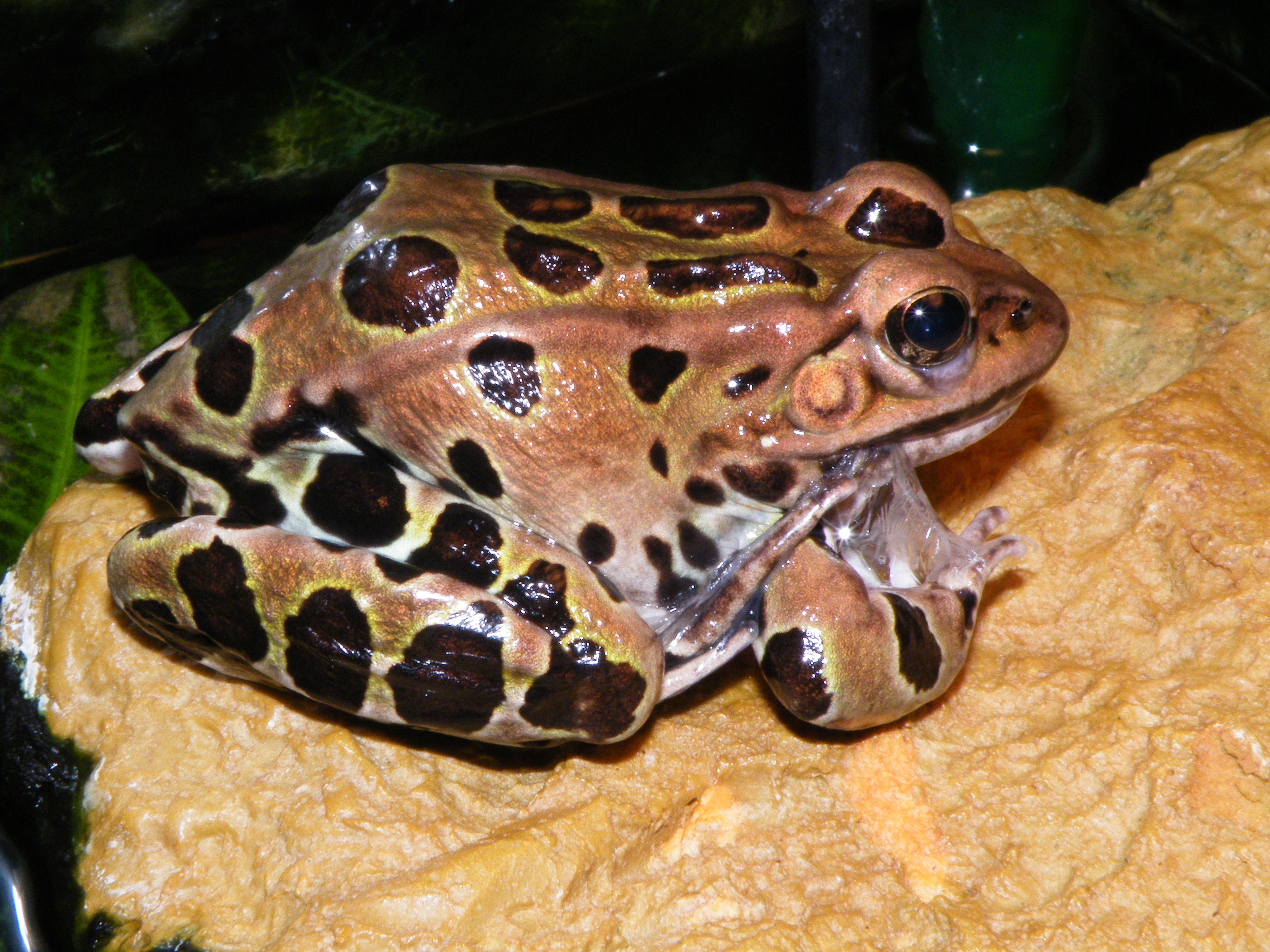
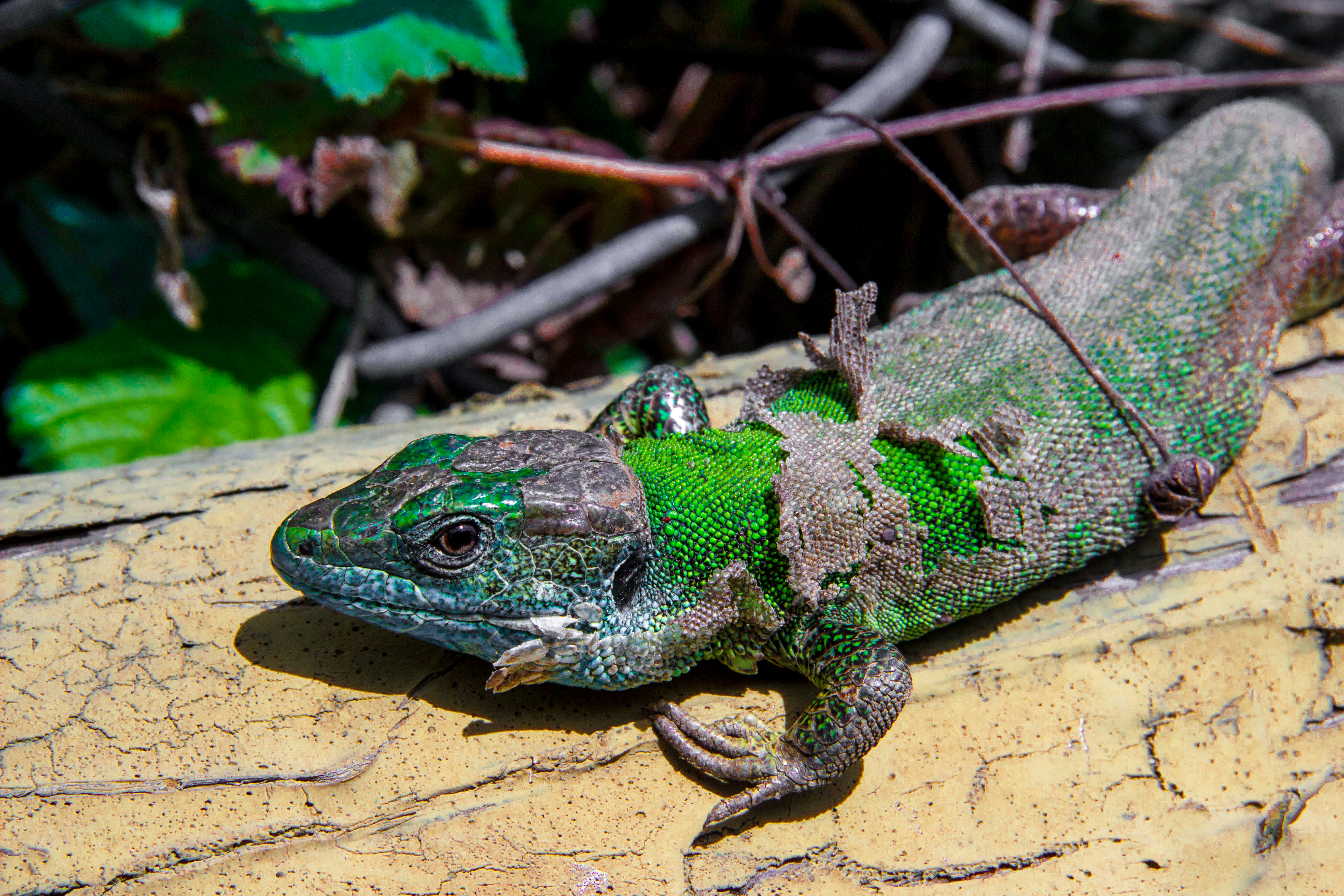
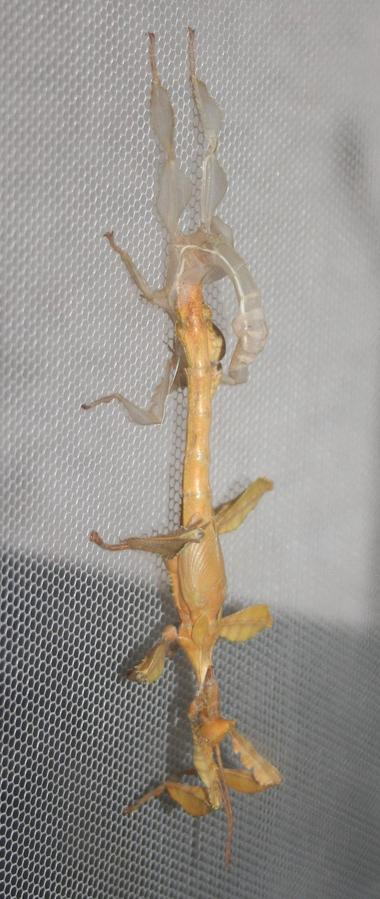